# Alsterarkaden

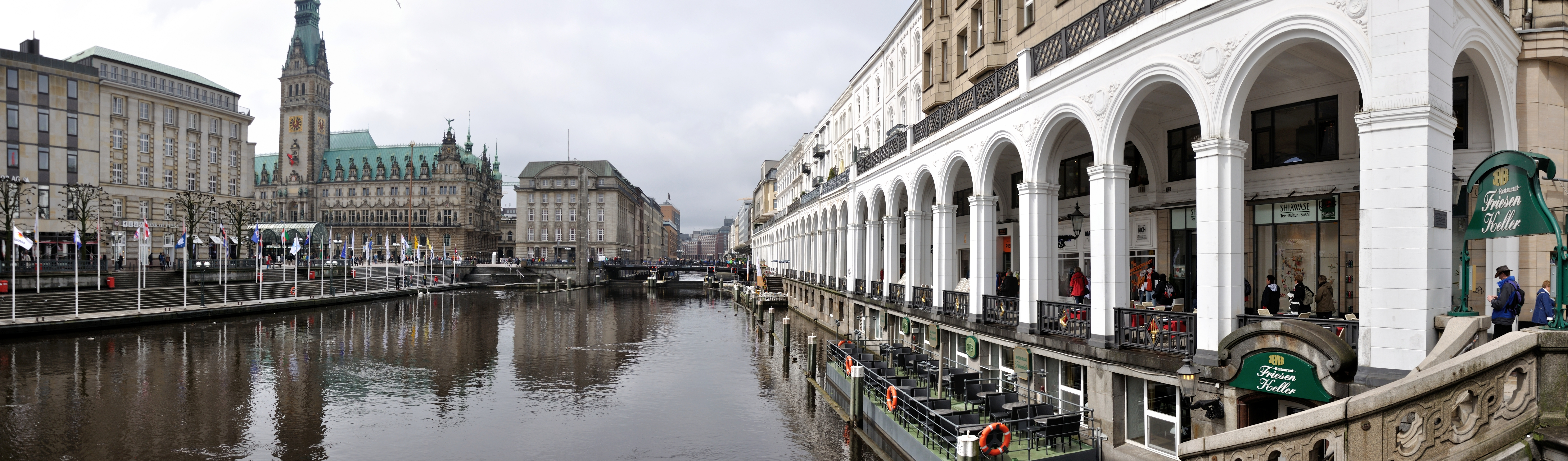
Amburgo: veduta panoramica con le Alsterarkaden e la Rathausplatz

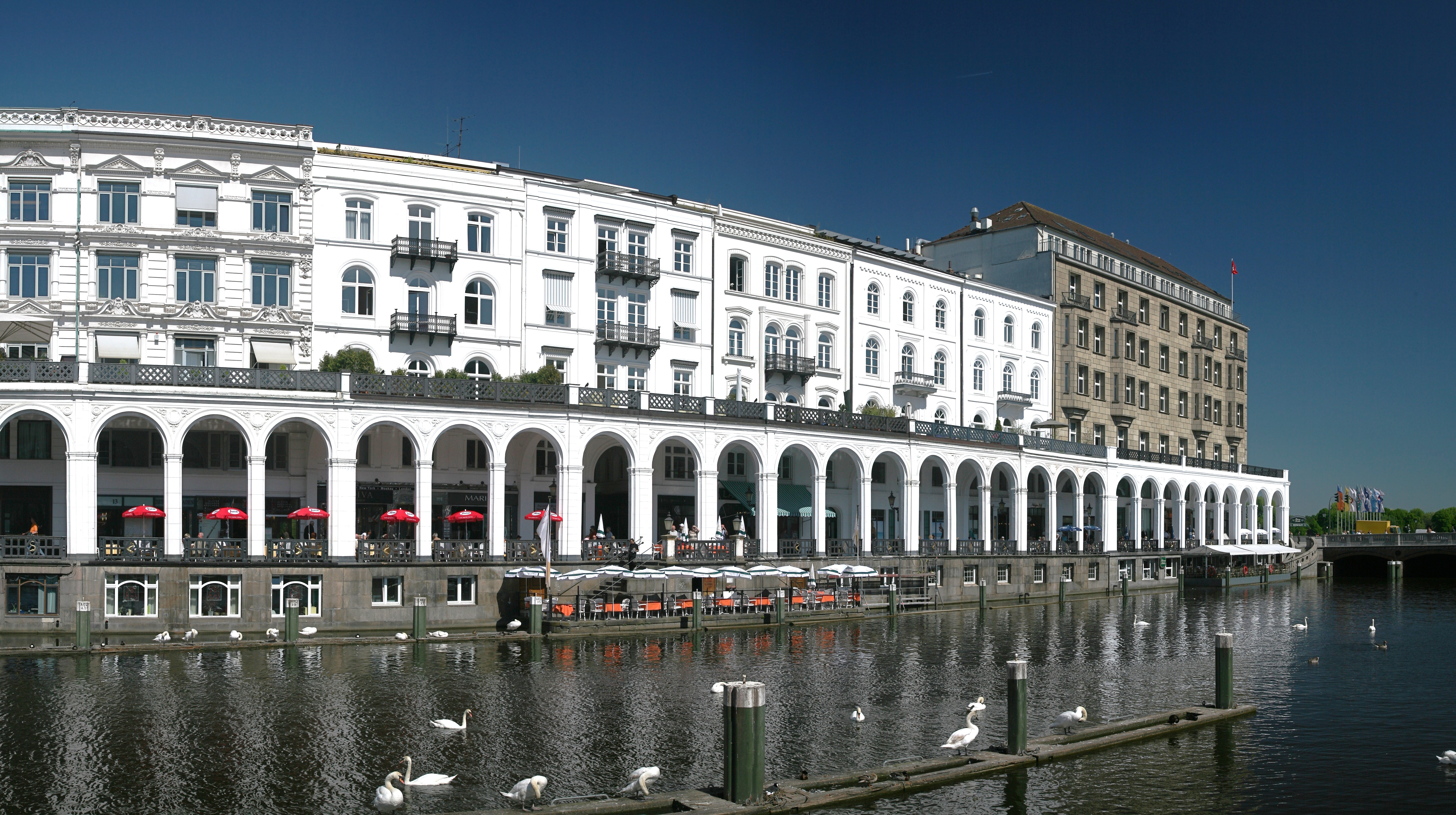
Amburgo: le Alsterarkaden

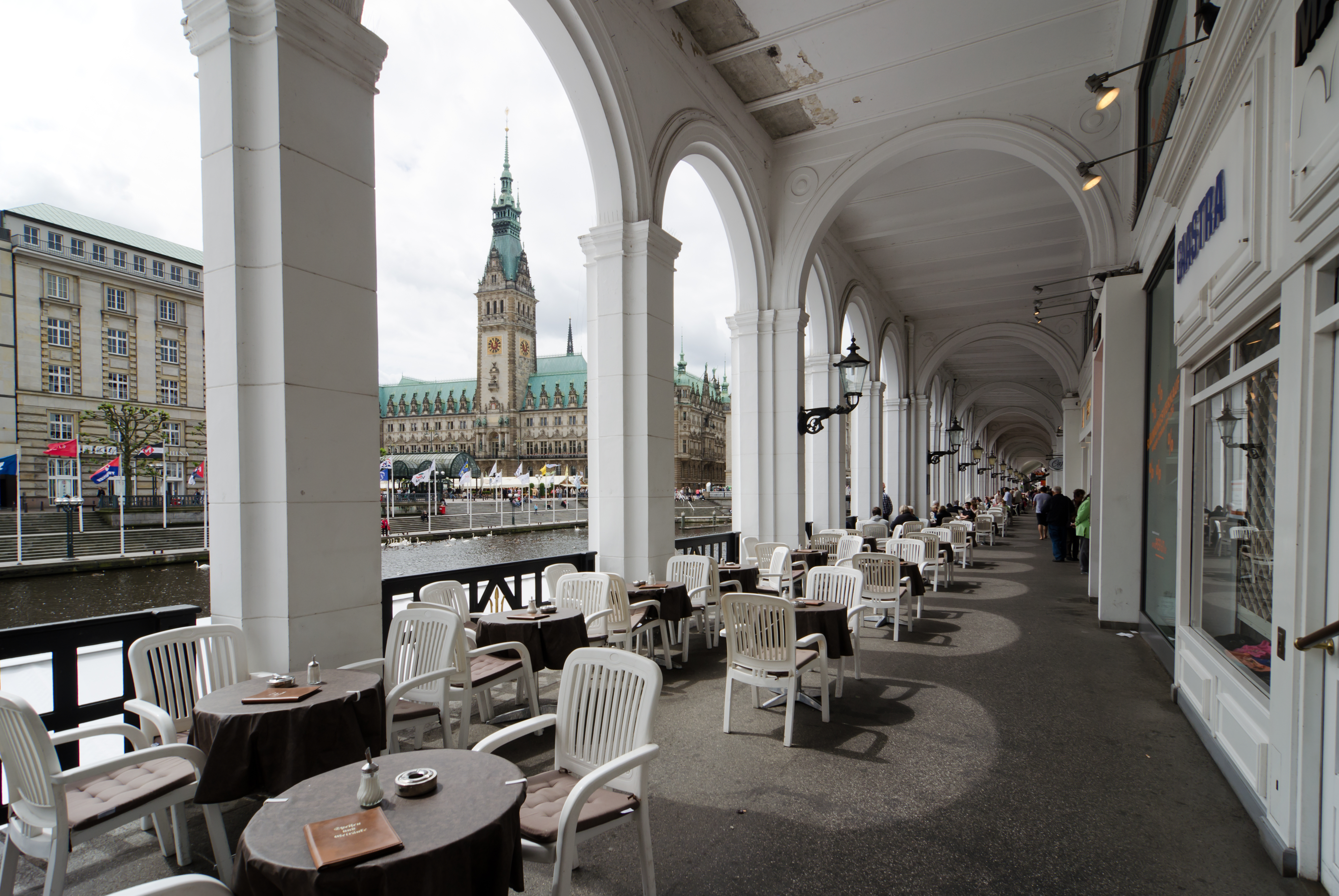
La galleria commerciale ospitata dietro le Alsterarkaden con vista sul municipio di Amburgo

Le Alsterarkaden ("Arcate sull'Alster") sono un complesso architettonico di Amburgo, realizzato tra il 1842 e il 1843 su progetto di Alexis de Chateauneuf e situato lungo la Jungfernstieg. Insieme al vicino Mellin-Passage, costituiscono una delle più antiche gallerie commerciali della città.

## Descrizione
Le Alsterarkaden sono situate nel tratto della Jungfernstieg che si affaccia sul Rathausmarkt, la piazza che ospita il municipio di Amburgo. Si caratterizzano per il loro colore bianco e per lo stile veneziano..
Lungo le arcate sono ospitati ristoranti e bar, mentre dietro le arcate trovano posto negozi di vario genere, tra cui negozi di moda, negozi di porcellane, negozi di orologi, cioccolaterie, ecc.

## Storia
Le Alsterarkaden furono realizzate in seno alla ricostruzione del Rathausmarkt seguito al grande incendio che aveva devastato parte della città nel 1842.
Alla fine del XIX secolo, il complesso architettonico fu in parte rifatto.
Le Alsterarkaden subirono però gravi danni nel corso della seconda guerra mondiale.
Furono però ricostruite nella loro forma originaria tra il 1949 e il 1950.
Nella sera dell'ultimo dell'anno del 1989, lungo le Alsterarkaden, scoppiò un violento incendio, in cui andarono completamente distrutti alcuni locali, tra cui Die Vegetarische Gaststätte. L'incendio, di origine dolosa, era stato appiccato da un commerciante indebitato che intendeva riscuotere i soldi dell'assicurazione.